# Temporada da Champ Car World Series de 2007
A Temporada da Champ Car World Series de 2007 foi a 29ª edição promovida pela Champ Car. Iniciou em 8 de abril de 2007 e terminou em 11 de novembro, após 14 provas (inicialmente o calendário teria 17 etapas, mas as corridas de Denver, Zhuhai e Phoenix foram canceladas). Teve como campeão o francês Sébastien Bourdais, da equipe Newman/Haas/Lanigan Racing, enquanto o melhor estreante foi o neerlandês Robert Doornbos, da Minardi Team USA.
A temporada teve como destaque o novo chassi da categoria, o Panoz DP01. Esta foi a última temporada antes da reunificação entre Champ Car e IRL.

## Calendário
O calendário da temporada 2007 da Champ Car acabou tendo apenas 14 das 17 etapas planejadas.
| Etapa | Nome da Corrida                             | Circuito                          | Local                       | Data           | TV (EUA)     | TV (Brasil)   |
| ----- | ------------------------------------------- | --------------------------------- | --------------------------- | -------------- | ------------ | ------------- |
| 1     | GP de Las Vetas                             | Ruas de Las Vegas                 | Las Vegas, Nevada           | 8 de Abril     | NBC          | Speed Channel |
| 2     | GP de Long Beach                            | Ruas de Long Beach                | Long Beach, Califórnia      | 15 de Abril    | NBC          | Speed Channel |
| 3     | GP de Houston                               | Reliant Park                      | Houston, Texas              | 22 de abril    | ESPN         | Speed Channel |
| -     | GP da China (cancelado em 2 de abril)       | Circuito de Zhuhai                | Zhuhai, China               | 20 de maio     | -            | -             |
| 4     | GP de Portland                              | Portland International Raceway    | Portland, Oregon            | 10 de Junho    | ABC          | Speed Channel |
| 5     | GP de Cleveland                             | Cleveland Burke Lakefront Airport | Cleveland, Ohio             | 24 de Junho    | CBS          | Speed Channel |
| 6     | GP de Mont-Tremblant                        | Circuito de Mont-Tremblant        | Mont-Tremblant, Quebec      | 1º de Julho    | ESPN         | Speed Channel |
| 7     | GP de Toronto                               | ERuas de Toronto                  | Toronto, Ontario            | 8 de Julho     | ESPN         | Speed Channel |
| 8     | GP de Edmonton                              | Edmonton City Centre Airport      | Edmonton, Alberta           | 22 de Julho    | ESPN         | Speed Channel |
| 9     | GP de San José                              | Ruas de San José                  | San Jose, California        | 29 de Julho    | ESPN2        | Speed Channel |
| 10    | GP de Elkhart Lake                          | Circuito de Road America          | Elkhart Lake, Wisconsin     | 12 de Agosto   | ABC          | Speed Channel |
| -     | GP de Denver (cancelado em 1º de fevereiro) | Ruas de Denver                    | Denver, Colorado            | 19 de Agosto   | -            | -             |
| 11    | GP da Bélgica                               | Circuito de Zolder                | Heusden-Zolder, Belgium     | 26 de Agosto   | ESPN Classic | Speed Channel |
| 12    | GP da Holanda                               | Circuito de Assen                 | Assen, Netherlands          | 2 de Setembro  | ESPN Classic | Speed Channel |
| 13    | GP de Surfers Paradise                      | Ruas de Surfers Paradise          | Surfers Paradise, Australia | 21 de Outubro  | ESPN Classic | Speed Channel |
| 14    | GP do México                                | Autódromo Hermanos Rodríguez      | Cidade do México, Mexico    | 11 de Novembro | ESPN2        | Speed Channel |
| -     | GP de Phoenix (cancelado em 29 de agosto)   | Ruas de Phoenix                   | Phoenix, Arizona            | 2 de Dezembro  | -            | -             |

- Circuito Misto Permanente
- Circuito de Rua Temporário

- O GP de Denver, inicialmente agendado para o dia 19 de agosto, foi cancelado no dia 1º de Fevereiro, pouco antes do início da temporada O evento iria retornar em 2008, mas acabou não sendo concretizado..
- O GP da China, após ter sua data original no dia 20 de maio, foi cancelada em 2 de abrirl após a FIA ter rejeitado e remanejamento da data.
- O GP de Phoenix, no Arizona, originalmente agendado para o dia 2 de dezembro, foi cancelado no dia 29 de agosto, pouco antes o GP da Holanda. A partir de então, o GP foi reagendado para o dia 6 de abril de 2008, mas que foi novamente cancelado antes do inicio do que seria a temporada 2008.

## Pilotos e Equipes
Todas as equipe usarão o motor Cosworth 2.65-litro Turbo motor V8, com chassis Panoz DP01, e pneus Bridgestone.
| Equipe                     | Nº              | Pilotos                          | Patrocinadores                                                       | Pilotos de teste                  |
| -------------------------- | --------------- | -------------------------------- | -------------------------------------------------------------------- | --------------------------------- |
| Newman/Haas/Lanigan Racing | 1               | Sébastien Bourdais               | McDonald's                                                           | N/A                               |
| Newman/Haas/Lanigan Racing | 2               | Graham Rahal                     | MEDIZONE                                                             | N/A                               |
| Forsythe Racing            | 3               | Paul Tracy                       | Indeck/ Monster Energy Drink                                         | N/A                               |
| Forsythe Racing            | 3               | Oriol Servià David Martínez      | Indeck                                                               | N/A                               |
| Forsythe Racing            | 7               | Oriol Servià David Martínez      | Indeck                                                               | N/A                               |
| Forsythe Racing            | Mario Domínguez | Telmex/Cabi Developers           |                                                                      | N/A                               |
| Minardi Team USA           | 4               | Dan Clarke Mario Domínguez       | Ticketmaster/OzJet                                                   | Zsolt Baumgartner Mario Domínguez |
| Minardi Team USA           | 14              | Robert Doornbos                  | Muermans/Jumbo Supermarkets/OzJet                                    | Zsolt Baumgartner Mario Domínguez |
| Team Australia             | 5               | Will Power                       | Aussie Vineyards                                                     | N/A                               |
| Team Australia             | 15              | Simon Pagenaud                   | Aussie Vineyards                                                     | N/A                               |
| RSPORTS                    | 8               | Alex Tagliani                    | LXN2 / Lexington Energy Services Procter and Gamble/ Wal-Mart Canada | N/A                               |
| RSPORTS                    | 9               | Justin Wilson                    | CDW                                                                  | N/A                               |
| Dale Coyne Racing          | 11              | Katherine Legge                  | Dale Coyne Racing                                                    | N/A                               |
| Dale Coyne Racing          | 19              | Bruno Junqueira                  | Sonny's Real Pit Bar-B-Q                                             | N/A                               |
| PKV Racing                 | 21              | Neel Jani                        | Red Bull/Gulfstream                                                  | N/A                               |
| PKV Racing                 | 22              | Tristan Gommendy Mario Domínguez | Pay By Touch/Megaspiera                                              | N/A                               |
| PKV Racing                 | 22              | Oriol Servià                     | Pay By Touch                                                         | N/A                               |
| Pacific Coast Motorsports  | 28              | Ryan Dalziel                     | Ironclad                                                             | N/A                               |
| Pacific Coast Motorsports  | 28              | Mario Domínguez                  | Tecate                                                               | N/A                               |
| Pacific Coast Motorsports  | 29              | Alex Figge Roberto Moreno        | Imperial Capital Bank                                                | N/A                               |
| Conquest Racing            | 34              | Jan Heylen                       | Grafiprint Digital Printing Materials                                | N/A                               |
| Conquest Racing            | 34              | Nelson Philippe                  | Juniper Property Development Group                                   | N/A                               |
| Conquest Racing            | 42              | Matthew Halliday                 | 42 Below                                                             | N/A                               |

## Resultados
| GP | Data           | Prova            | Pole Position      | Volta mais rápida  | Vencedor           | Equipe           | Descrição |
| -- | -------------- | ---------------- | ------------------ | ------------------ | ------------------ | ---------------- | --------- |
| 1  | 8 de Abril     | Las Vegas        | Will Power         | Will Power         | Will Power         | Team Australia   | Descrição |
| 2  | 15 de Abril    | Long Beach       | Sebastien Bourdais | Simon Pagenaud     | Sebastien Bourdais | N/H/L Racing     | Descrição |
| 3  | 22 de Abril    | Houston          | Will Power         | Sebastien Bourdais | Sebastien Bourdais | N/H/L Racing     | Descrição |
| 4  | 10 de Junho    | Portland         | Justin Wilson      | Sebastien Bourdais | Sebastien Bourdais | N/H/L Racing     | Descrição |
| 5  | 24 de Junho    | Cleveland        | Sebastien Bourdais | Sebastien Bourdais | Paul Tracy         | Forsythe Racing  | Descrição |
| 6  | 1 de Julho     | Montreal         | Tristan Gommendy   | Sebastien Bourdais | Robert Doornbos    | Minardi Team USA | Descrição |
| 7  | 8 de Julho     | Toronto          | Sebastien Bourdais | Sebastien Bourdais | Will Power         | Team Australia   | Descrição |
| 8  | 22 de Julho    | Edmonton         | Will Power         | Sebastien Bourdais | Sebastien Bourdais | N/H/L Racing     | Descrição |
| 9  | 29 de Julho    | San Jose         | Justin Wilson      | Justin Wilson      | Robert Doornbos    | Minardi Team USA | Descrição |
| 10 | 12 de Agosto   | Elkhart Lake     | Sébastien Bourdais | Sébastien Bourdais | Sébastien Bourdais | N/H/L Racing     | Descrição |
| 11 | 26 de Agosto   | Zolder           | Sébastien Bourdais | Sébastien Bourdais | Sébastien Bourdais | N/H/L Racing     | Descrição |
| 12 | 2 de Setembro  | Assen            | Sébastien Bourdais | Dan Clarke         | Justin Wilson      | RSPORTS          | Descrição |
| 13 | 21 de Outubro  | Surfers Paradise | Will Power         | Will Power         | Sébastien Bourdais | N/H/L Racing     | Descrição |
| 14 | 11 de Novembro | México           | Will Power         | Robert Doornbos    | Sébastien Bourdais | N/H/L Racing     | Descrição |

## Classificação

### Corridas

#### Pontuação
| Pos. | Piloto         | L.V | L.B | HOU | POR | CLE | MtT | TOR | EDM | S.J | R.A | ZOL | ASS | S.P | MEX | Pts |
| ---- | -------------- | --- | --- | --- | --- | --- | --- | --- | --- | --- | --- | --- | --- | --- | --- | --- |
| 1    | Bourdais       | Ret | 1   | 1   | 1   | Ret | 2   | Ret | 1   | 5   | 1   | 1   | 7   | 1   | 1   | 364 |
| 2    | Wilson         | Ret | 4   | 10  | 2   | 4   | 5   | 3   | 2   | 13  | 8   | 5   | 1   | 2   | 10  | 281 |
| 3    | Doornbos (R)   | 2   | 13  | 3   | 3   | 2   | 1   | 6   | 11  | 1   | 14  | 7   | 13  | 4   | Ret | 268 |
| 4    | Power          | 1   | 3   | 11  | 4   | 10  | 3   | 1   | Ret | 4   | Ret | 4   | 14  | Ret | 2   | 262 |
| 5    | Rahal (R)      | Ret | 8   | 2   | 9   | 8   | 7   | Ret | 3   | 6   | 3   | 3   | 9   | 11  | 4   | 243 |
| 6    | Servià         |     | 2   | 4   | 11  | 7   | 9   | Ret | 6   | 3   | 4   | 6   | 8   | 14  | 3   | 237 |
| 7    | Junqueira      | 7   | 6   | 7   | 13  | Ret | Ret | 5   | 7   | 7   | 9   | 2   | 3   | 3   | 7   | 233 |
| 8    | Pagenaud (R)   | Ret | 14  | 5   | 8   | 5   | 4   | 4   | 4   | 10  | 11  | 12  | 6   | 5   | 6   | 232 |
| 9    | Jani (R)       | Ret | 7   | Ret | 12  | 3   | 6   | 2   | 9   | 2   | 10  | 8   | 5   | 8   | 9   | 231 |
| 10   | Tagliani       | 4   | 5   | 9   | 5   | 6   | 8   | 8   | Ret | Ret | 5   | 9   | 15  | 7   | 13  | 205 |
| 11   | Tracy          | 3   | LES | LES | 10  | 1   | Ret | Ret | 5   | 11  | 12  | 10  | Ret | 9   | 5   | 171 |
| 12   | Gommendy (R)   | 5   | 11  | Ret | 7   | Ret | 12  | Ret | LES | 8   | 7   | Ret | 4   |     |     | 140 |
| 13   | Clarke         | Ret | 12  | Ret | 6   | 11  | Ret | Ret | 8   | Ret | 2   |     | 11  | Ret | Ret | 129 |
| 14   | Dalziel (R)    | 11  | 9   | 8   | 14  | 9   | 10  | 7   | 12  | LES | Ret | 15  | 10  |     |     | 116 |
| 15   | Legge          | 6   | 10  | Ret | Ret | Ret | 11  | Ret | Ret | Ret | Ret | 11  | 12  | Ret | Ret | 108 |
| 16   | Heylen         |     |     |     | Ret | Ret | Ret | Ret | 10  | 9   | 6   | 13  | 2   |     |     | 104 |
| 17   | Figge (R)      | 8   | Ret | INJ | 16  | Ret | Ret | Ret | 13  | Ret | 13  | 14  | 16  | 13  | 11  | 95  |
| 18   | Domínguez      | 9   | Ret | 6   |     |     |     |     | Ret | 12  |     | Ret |     | 12  | 8   | 78  |
| 19   | Philippe       |     |     |     |     |     |     |     |     |     |     |     |     | 6   | 12  | 28  |
| 20   | Martínez (R)   |     |     |     |     |     |     |     |     |     |     |     |     | 10  | 14  | 18  |
| 21   | Halliday]] (R) | Ret | Ret | 14  |     |     |     |     |     |     |     |     |     |     |     | 18  |
| 22   | Moreno         |     |     | 12  |     |     |     |     |     |     |     |     |     |     |     | 9   |
| Pos. | Piloto         | L.V | L.B | HOU | POR | CLE | MtT | TOR | EDM | S.J | R.A | ZOL | ASS | S.P | MEX | Pts |

| Cor        | Resultado             |
| ---------- | --------------------- |
| Ouro       | Vencedor              |
| Prata      | 2.º lugar             |
| Bronze     | 3.º lugar             |
| Verde      | Terminou, nos pontos  |
| Azul       | Terminou, sem pontos  |
| Púrpura    | Ret – Retirou-se      |
| Vermelho   | NQ – Não qualificado  |
| Preto      | DSQ – Desqualificado  |
| Branco     | NL – Não largou       |
| Branco     | C – Corrida cancelada |
| Azul claro | AT – Apenas Treino    |
| Sem cor    | NP – Não participou   |
| Sem cor    | Les – Lesionado       |
| Sem cor    | EX – Excluído         |